# Turhan Göker
Turhan Göker (* 11. Februar 1930 in Kadıköy; † 5. November 2022 in Istanbul) war ein türkischer Leichtathlet.

## Leben
Turhan Göker besuchte in seiner Jugend das Robert College in Istanbul. Als Athlet in der Jugend des Fenerbahçe SK gewann er 1949 die türkische Juniorenmeisterschaft über 800 Meter. Daraufhin wurde er in den Nationalkader der Senioren berufen, wo er ebenfalls einen Meistertitel über diese Strecke gewann. Es folgte eine Nominierung für die Mannschaft bei den Olympischen Spielen 1952 in Helsinki. Göker startete über 800 und 1500 Meter, schied allerdings beide Male im Vorlauf aus. Göker nahm außerdem an den Europameisterschaften 1954 in Bern und den Mittelmeerspielen 1955 in Barcelona teil. Zudem startete er zwischen 1953 und 1955 bei den Balkanspielen. Aufgrund einer Verletzung an der Achillessehne beendete er 1956 seine Karriere.